# 六本松

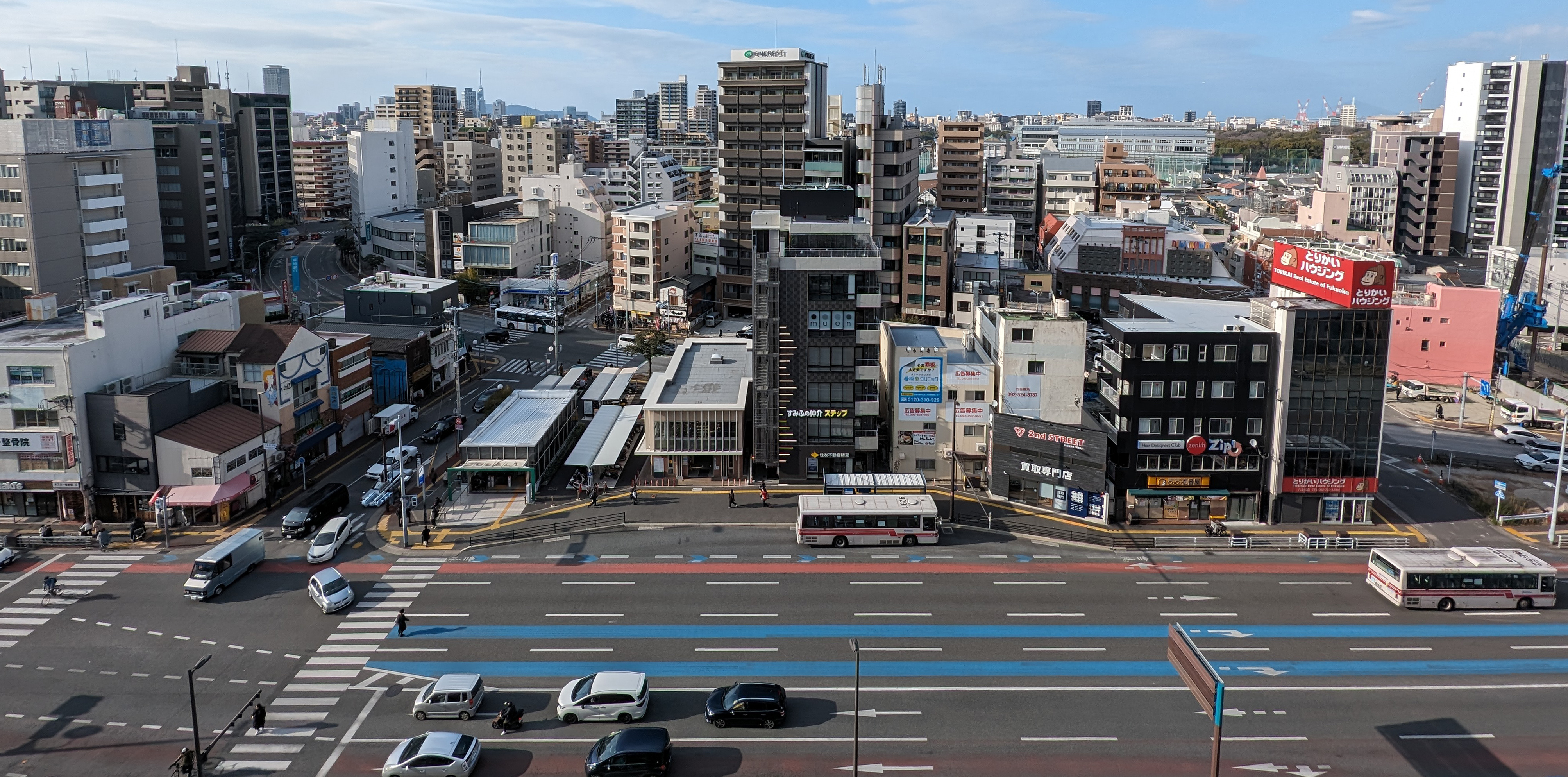
六本松421屋上から北方向への眺望。大通りが国道202号で、左奥が草ヶ江方面。

六本松（ろっぽんまつ）は福岡県福岡市中央区の町名。現行の行政地名は、六本松一丁目から四丁目まで。面積は50.42ヘクタール。2023年2月末現在の人口は7,730人。郵便番号は810-0044。

## 地理
六本松は、福岡市の都心部とされる中央区天神（）の南西約2.5キロメートルに位置している。北で大濠（）、大濠公園（）及び城内（）と、北東で赤坂（）と、東で桜坂（）及び谷（）と、南南東で輝国（）と、南西で梅光園（）、梅光園団地（）及び城南区別府（）と、西及び北北西で草香江（）と隣接する。

### 河川
町内（東端）には次の河川がある。
- 樋井川（）

## 語源
地名は、江戸時代に福岡城の城下町に近いことを示す目印になっていた6本の松に由来する。

## 歴史
九州大学六本松キャンパスの学生街であったが、2009年（平成21年）の伊都キャンパス移転に伴い学生街としての役目を終え、裁判所や検察庁の官設などにより最近では福岡市の新たな「地域拠点」と言われている。

## 人口
六本松一丁目から四丁目までを合わせた人口の推移を福岡市の住民基本台帳（公称町別）に基づき示す（単位：人）。集計時点は各年9月末現在である。
- 2001年（平成13年）：5,183
- 2002年（平成14年）：5,392
- 2003年（平成15年）：5,522
- 2004年（平成16年）：5,701
- 2005年（平成17年）：5,720
- 2006年（平成18年）：5,676
- 2007年（平成19年）：5,750
- 2008年（平成20年）：5,903
- 2009年（平成21年）：5,983
- 2010年（平成22年）：6,081
- 2011年（平成23年）：6,334
- 2012年（平成24年）：6,471
- 2013年（平成25年）：6,599
- 2014年（平成26年）：6,547
- 2015年（平成27年）：6,412
- 2016年（平成28年）：6,358
- 2017年（平成29年）：7,138
- 2018年（平成30年）：7,375
- 2019年（令和元年）：7,498
- 2020年（令和2年）：7,684
- 2021年（令和3年）：7,701
- 2022年（令和4年）：7,701

## 交通

### 道路
昔から多くの車やバスが通り、またかつては路面電車も走っており、交通の要所となっている。
六本松交差点では、天神方面と市西部方面を結ぶ国道202号線と、博多駅方面と西新方面を結ぶ城南線が交差している。また六本松西交差点から南へは油山観光道路がのびている。
- 国道
  - 国道202号線（別府橋通り）
- 福岡県道
  - 福岡県道557号東油山唐人線
- 福岡市道
  - 堅粕西新2号線（国体道路）
  - 博多駅草香江線（城南線）
  - 大濠東油山線（油山観光道路）
  - 六本松青陵通り（六本松1665号線の愛称）

### 鉄道
町内に福岡市交通局の地下鉄（福岡市地下鉄七隈線）が通っており、六本松駅がほぼ中央に位置している。
かつては下記の路線が地区内を通っていた。
- 西日本鉄道
  - 城南線 ※併用軌道路線、1975年（昭和50年）11月2日廃止

- 日本国有鉄道
  - 筑肥線 ※1983年（昭和58年）3月22日 博多 - 姪浜間廃止

### バス
バスについては、西日本鉄道株式会社が運営する西鉄バスが運行しており、次の停留所がある。
- 国体道路：福岡城・NHK放送センター入口 - 福大大濠中高前 - 大濠公園南
- 国道202号線：護国神社前 - 六本松大通 - 六本松 - 別府橋
- 城南線：六本松三丁目 - 六本松 - 草香江 - 大濠
- 市道大濠東油山線：六本松二丁目

六本松バス停は上下線併せて合計4箇所あり、行先によって利用するバス停が異なる。西鉄の公式Webサイト内では国道202号上に位置するものが「六本松（福銀前）」、城南線上に位置するものが「六本松（こんどう美容室）」と案内されている。

#### 中心部のバス停
上記のうち、六本松駅付近には複数のバス停が近接して存在している。これらには利便性向上のため、乗り場ごとにアルファベットが付与されている。
- 六本松（福銀前）：A（下り、荒江四角・原・野方方面）, B（下り、油山観光道路・福大・片江方面）, C（上り）
- 六本松（こんどう美容室）：D（下り）, E（上り）
- 六本松大通り：F（上り）, G（下り）
- 六本松三丁目：H（上り）, I（下り）
- 六本松二丁目：J（上り）, K（下り）

## 九州大学六本松キャンパス跡地

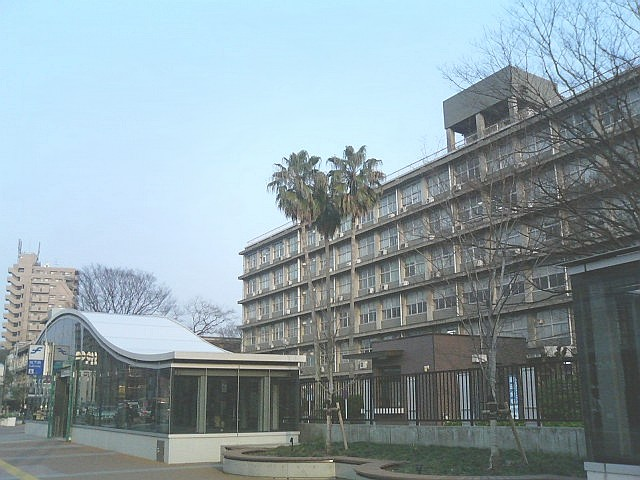
九州大学六本松キャンパス本館と福岡市地下鉄七隈線六本松駅1番出入口（左）（2006年撮影）

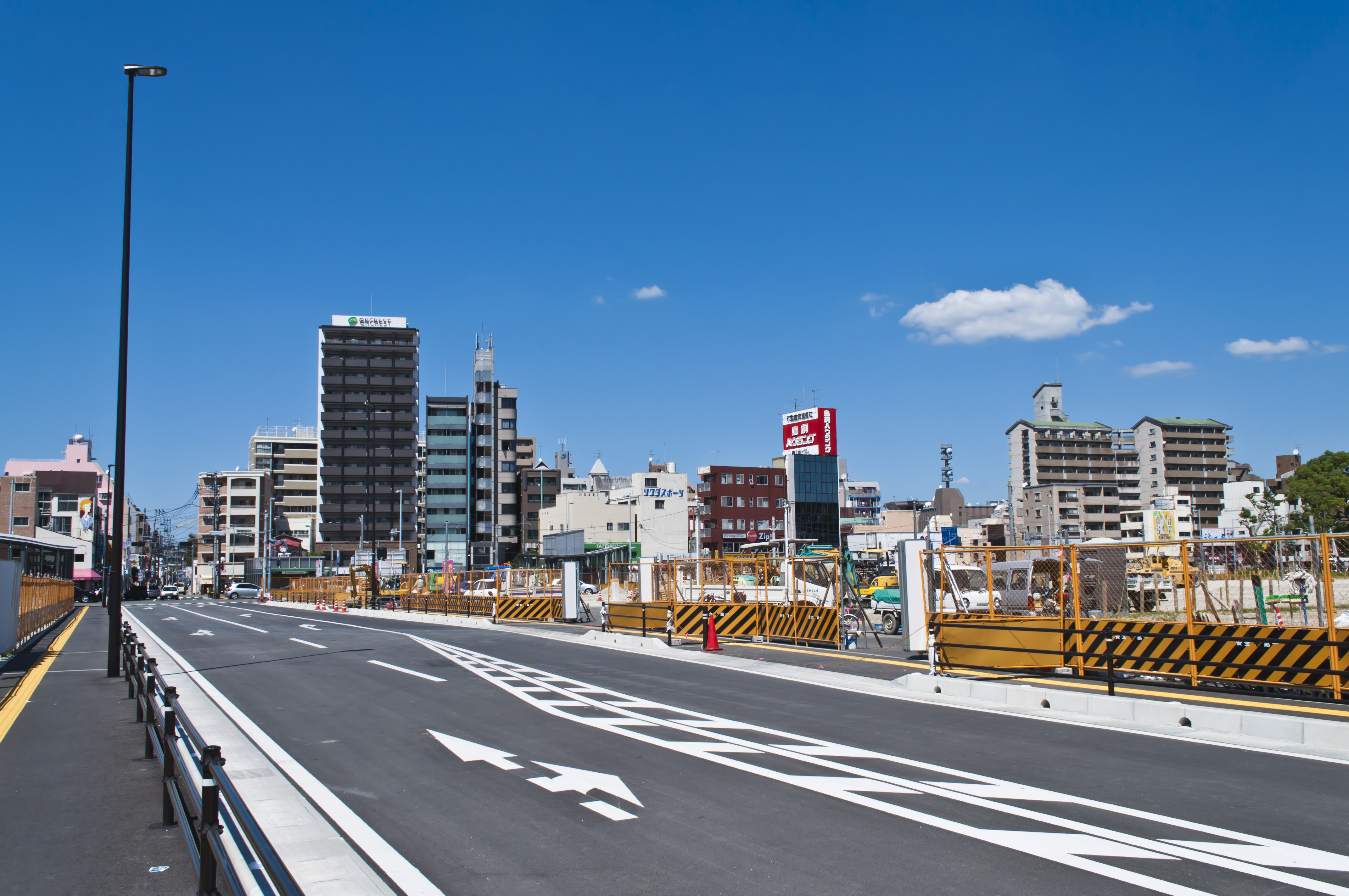
六本松地区。九州大学六本松キャンパス跡地から北の方向を望む。
※2014年撮影の写真であり現在は写真の道路右側手前に福岡第2法務総合庁舎が、右側奥に六本松421が建てられた

2009年（平成21年）3月に九州大学六本松キャンパスが伊都地区に移転した後、六本松地区の中核的な事業としてその跡地で再開発を実施した。九州大学が土地をUR都市機構に売却し、UR都市機構が中心となり裁判所などが移転する法曹地区と住宅地区からなる複合的な都市計画だった。住宅地区には2017年（平成29年）に高層マンションのMJR六本松と、福岡市科学館・九州大学法科大学院・商業施設が一体化した複合施設の六本松421が完成した。法曹地区は2018年8月20日に新庁舎の業務を開始した。
2014年（平成26年）12月から2015年（平成27年）2月にかけて、木下大サーカスの公演が九大跡地を利用して行われた。

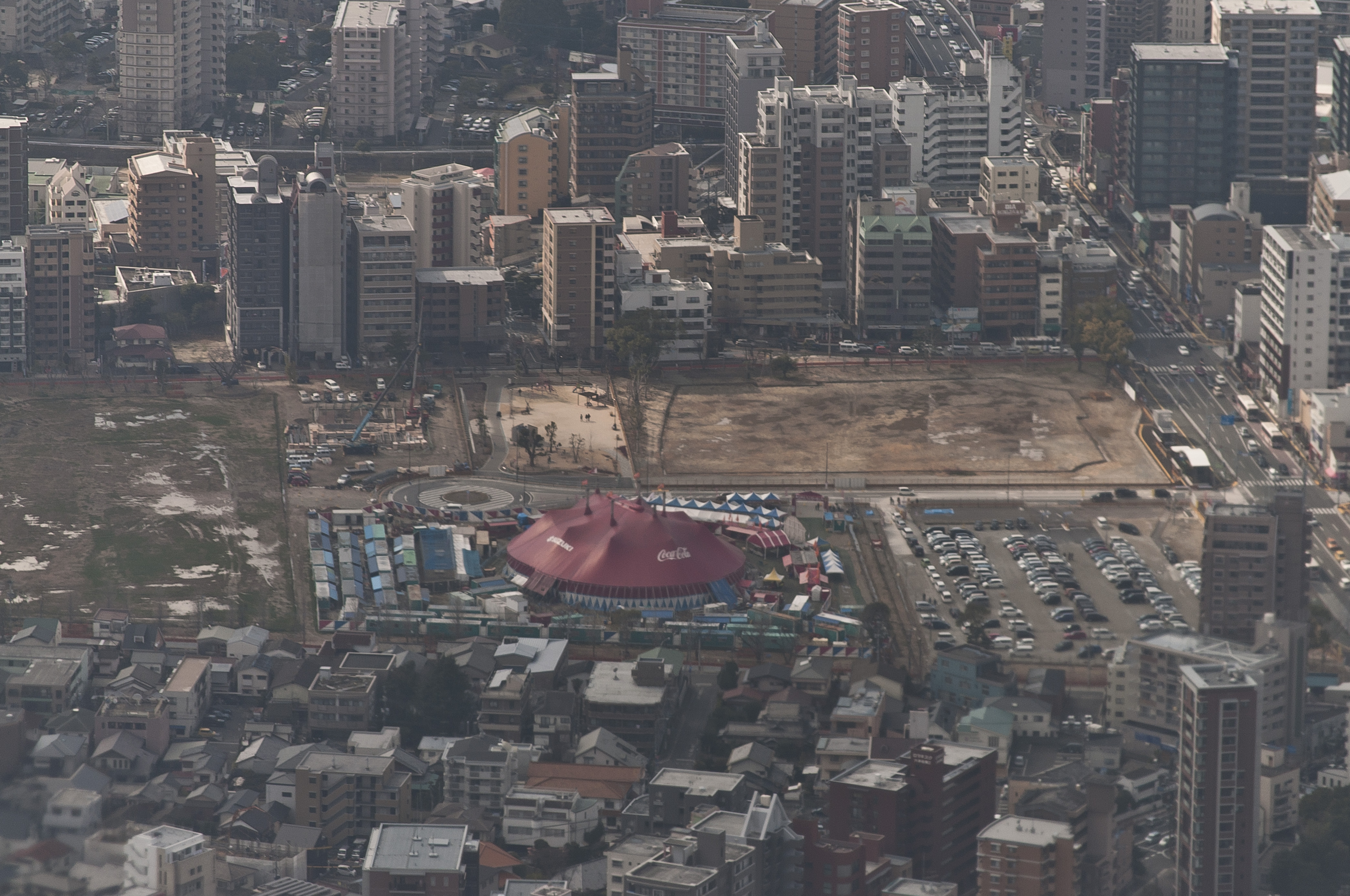
跡地の空撮画像（2015年1月）。赤いテントは木下大サーカスの公演会場
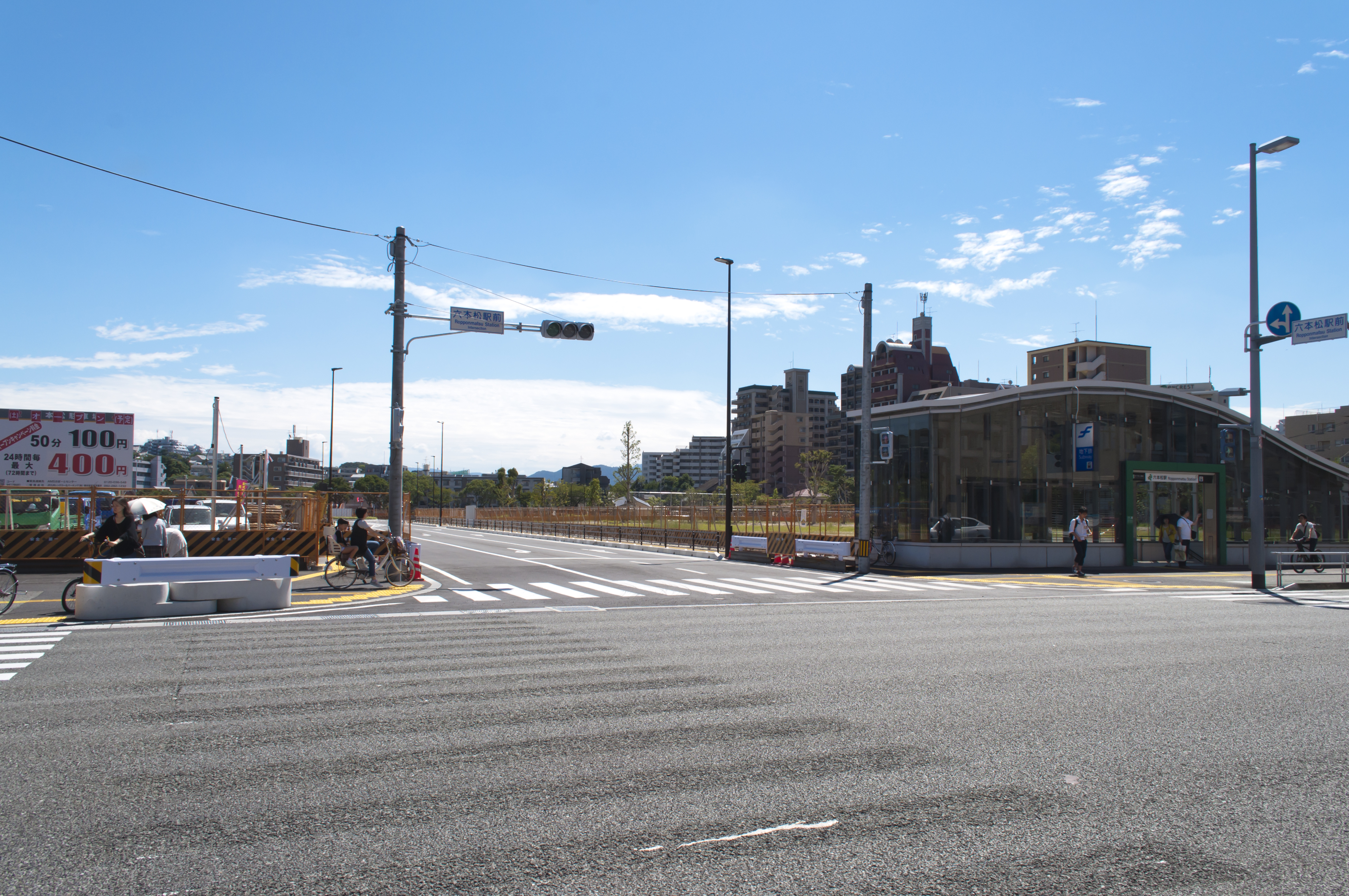
旧キャンパスの正門から伸びる道路が新設され、駅前の三叉路が四叉路となった
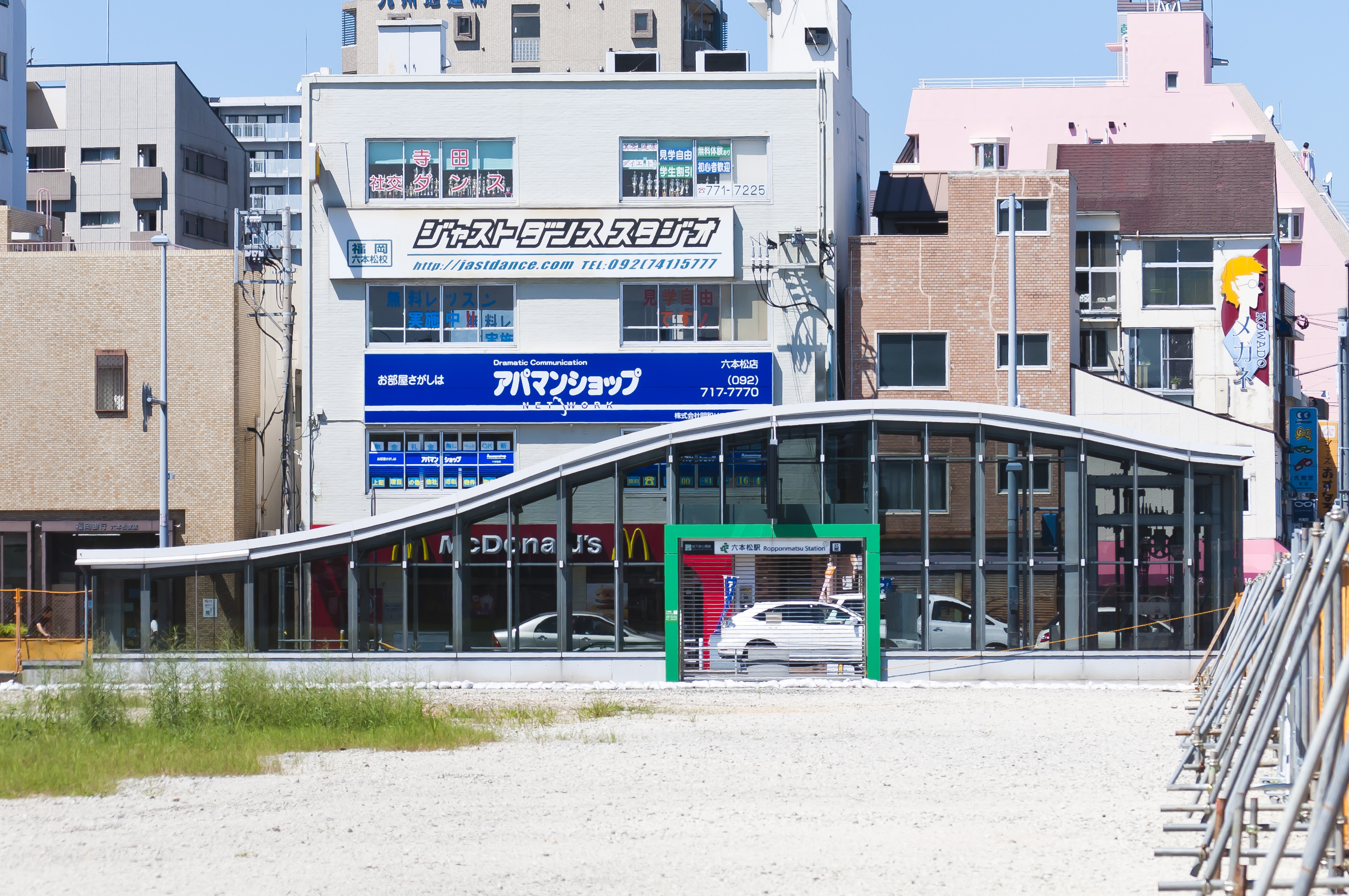
六本松駅1番出入口が旧キャンパス側からも進入できるようになった
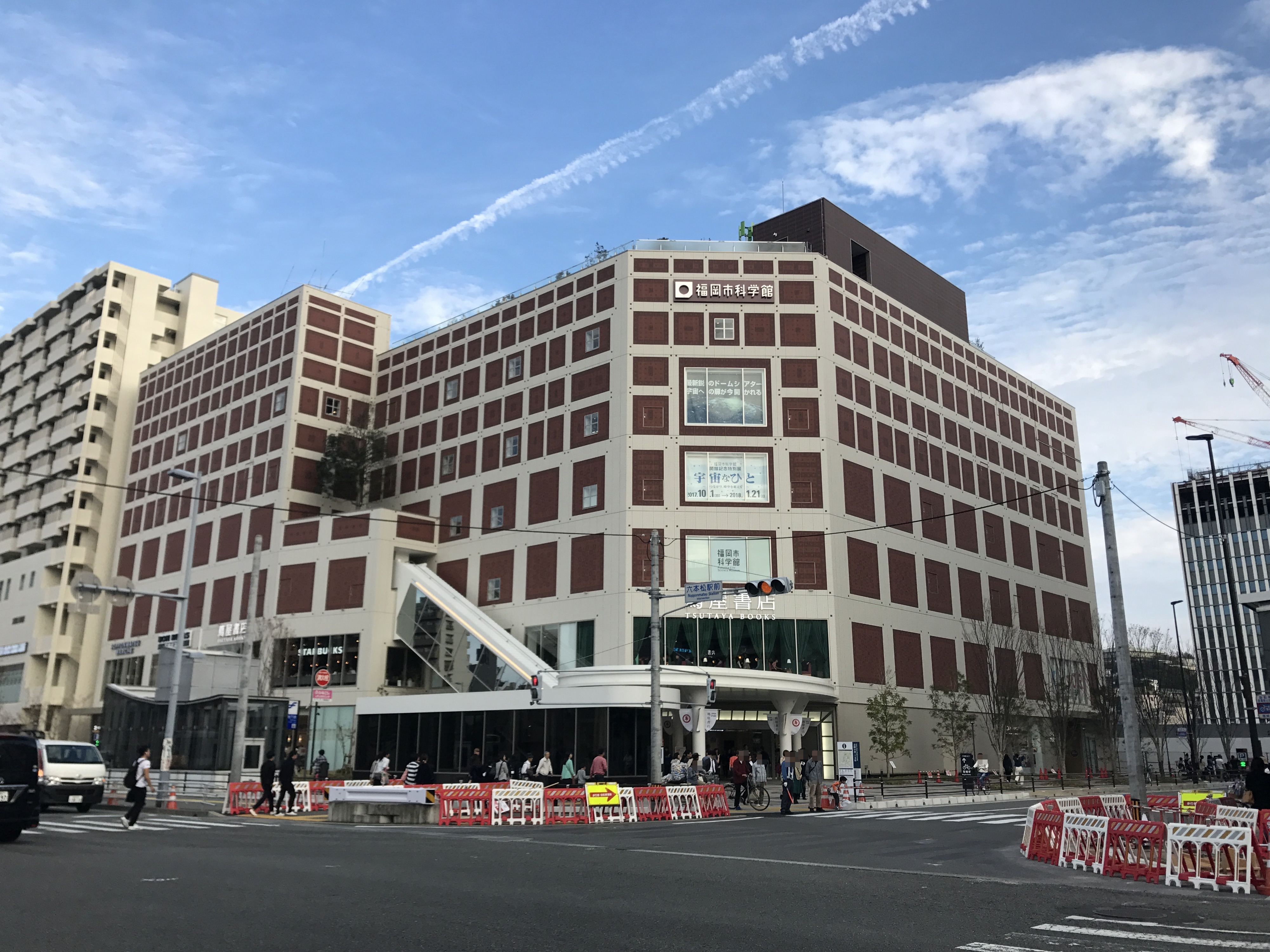
福岡市科学館が入居する六本松421
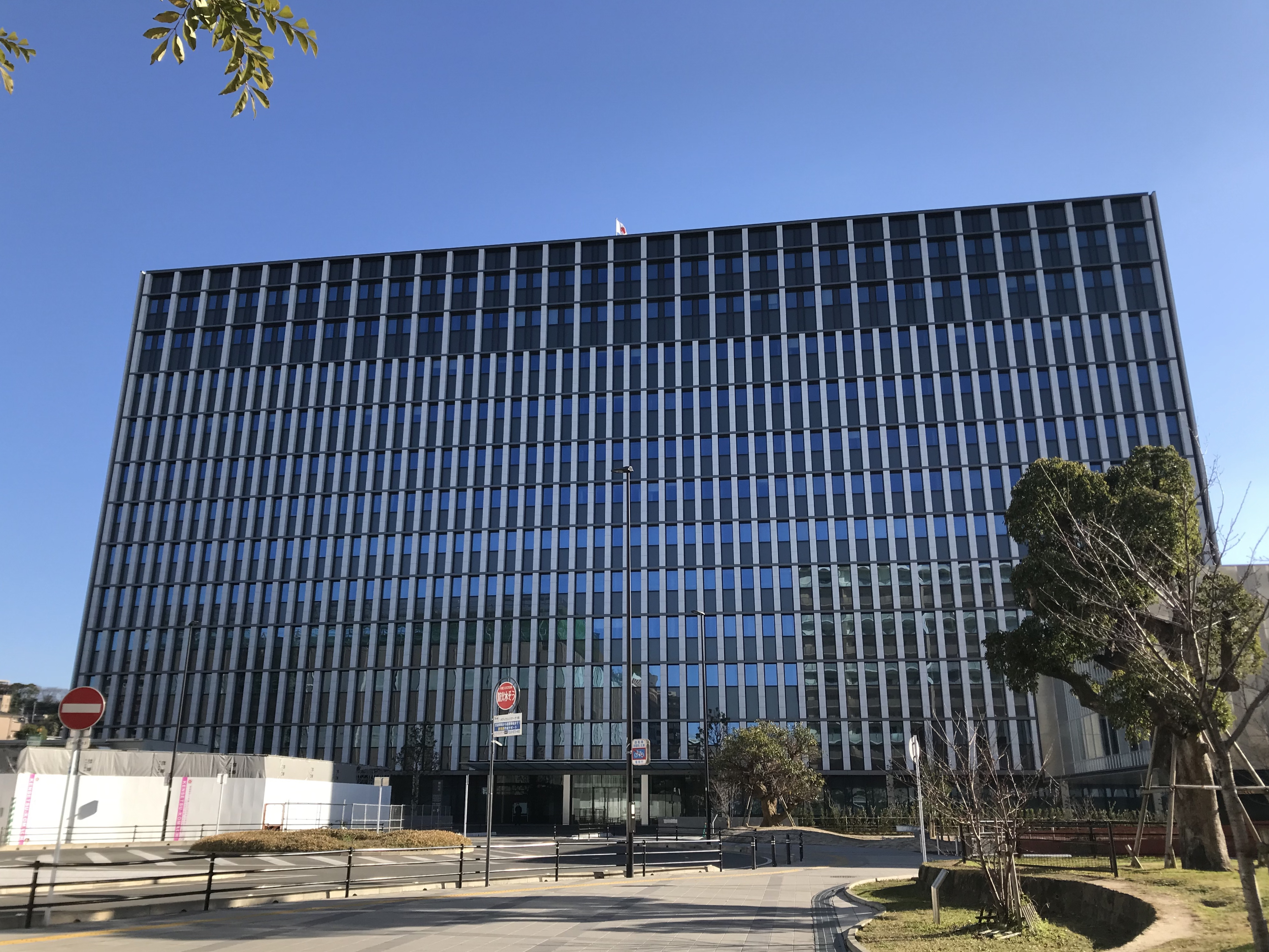
福岡高地家簡裁庁舎

## 主要施設
- NHK福岡放送局
- 大濠公園
- 福岡県護国神社
- 福岡大学附属大濠中学校・高等学校
- 六本松421（福岡市科学館、九州大学法科大学院など）
- 福岡高等裁判所、福岡地方裁判所、福岡家庭裁判所
- 福岡高等検察庁、福岡地方検察庁
- 福岡県弁護士会館